# La leyenda de Korra
La leyenda de Korra (en inglés, The Legend of Korra y abreviado TLoK) es una serie animada estadounidense que fue estrenada por Nickelodeon el 14 de abril de 2012 y finalizada el 19 de diciembre del 2014. Fue creada por Michael Dante DiMartino y Bryan Konietzko. La leyenda de Korra surgió como una serie derivada de Avatar: La leyenda de Aang gracias al éxito que este obtuvo mientras se transmitió en el mismo canal desde 2005 hasta 2008. Varias personas involucradas en la creación de Avatar, incluyendo al diseñador y director Joaquim Dos Santos y a los compositores Jeremy Zuckerman y Benjamin Wynn, volvieron para trabajar en esta obra.
La serie tiene lugar en el mismo universo ficticio que su predecesora: un mundo con características orientales, donde algunas personas tienen la capacidad de manipular el agua, tierra, fuego o aire, mediante una habilidad llamada control. Solo un ser es capaz de dominar los cuatro elementos: el Avatar, cuya labor es traer el equilibrio al mundo; puede entrar en un estado poderoso llamado el Estado Avatar, pero también, debe aprender a controlarla para que ingrese en el estado cuando lo desee. La serie está ambientada 70 años después de los hechos finales de la serie original y sigue al Avatar Korra, una joven de la Tribu Agua del Sur y la reencarnación del Avatar Aang, mientras viaja a la metrópolis de Ciudad República de la República Unida para aprender aire-control y enfrentarse a un grupo revolucionario de no maestros, los Igualitarios; a su tío Unalaq y al espíritu de la oscuridad, Vaatu; Al anarquista Zaheer y a su grupo subversivo; y a la dictadora Kuvira del Reino Tierra.
La serie, cuyo estilo está muy influido por la animación china, animación japonesa y animación surcoreana obtuvo la mayor audiencia promedio para una serie animada en los Estados Unidos durante el 2015, con 4.3 millones de espectadores; y fue elogiada por los críticos por la calidad de su animación y por hacer frente a problemas sociopolíticos, tales como disturbios sociales y el terrorismo. Fue concebida inicialmente como una miniserie de 12 episodios, pero debido a la aceptación del público la serie se extendió hasta un total de 52 episodios, separados en cuatro temporadas.
En Latinoamérica y España la serie se estrenó el 8 de septiembre de 2012 por las señales de Nickelodeon correspondientes.
Una serie de trilogías de novelas gráficas sirve como continuación oficial y directa de la Leyenda de Korra y continúa las aventuras de Korra y sus amigos después de los eventos ocurridos en el último episodio de la serie animada.

## Episodios
La leyenda de Korra se confirmó inicialmente como una miniserie de doce episodios. Nickelodeon declinó la propuesta de los creadores de concebir una película animada de Avatar: la leyenda de Aang basada en lo que luego sería el cómic The Search, eligiendo en su lugar extender Korra a veintiséis episodios. En julio de 2012, la serie fue extendida a un total de cincuenta y dos episodios. Mientras que Nickelodeon dividió a la serie en dos temporadas con fines administrativos, los creadores conciben la serie como un conjunto de cuatro "libros" separados, cada uno compuesto de doce a catorce episodios ("capítulos"). Cada libro cuenta una historia independiente. Los creadores tuvieron la intención de concluir la serie con el cuarto libro.
El 20 de junio fue anunciado por los creadores de la serie durante su evento en San Diego Comic Con 2014 que el resto de Libro 3: Cambio sería lanzado únicamente a través del sitio de Nick y Nick App.
En Latinoamérica, todos los episodios de Libro 3 se lanzaron en simultáneo en mundonick.com y la versión en español de Nick App, el 1 de octubre de 2014. El libro 4 se trasmitió en Latinoamérica.
| Temporada | Temporada | Libro               | Episodios | Emisión original         | Emisión original        | Emisión en Latinoamérica | Emisión en Latinoamérica |
| Temporada | Temporada | Libro               | Episodios | Primera emisión          | Última emisión          | Primera emisión          | Última emisión           |
| --------- | --------- | ------------------- | --------- | ------------------------ | ----------------------- | ------------------------ | ------------------------ |
|           | 1         | Libro 1: Aire       | 12        | 14 de abril de 2012      | 23 de junio de 2012     | 8 de septiembre de 2012  | 25 de noviembre de 2012  |
|           | 2         | Libro 2: Espíritus  | 14        | 13 de septiembre de 2013 | 22 de noviembre de 2013 | 21 de febrero de 2014    | 4 de abril de 2014       |
|           | 3         | Libro 3: Cambio     | 13        | 27 de junio de 2014      | 22 de agosto de 2014    | 1 de noviembre de 2014   | 13 de diciembre de 2014  |
|           | 4         | Libro 4: Equilibrio | 13        | 3 de octubre de 2014     | 19 de diciembre de 2014 | 2 de mayo de 2015        | 13 de junio de 2015      |

## Antecedentes
En la página web de Nickelodeon inglés existe un videojuego basado en La leyenda de Korra, llamado "Welcome to Republic City", es un juego interactivo vía Internet. Consiste en un recorrido por los distintos lugares de Ciudad República desde la Isla Memorial de Aang hasta la Arena Pro-Dominio. En este juego se da la posibilidad de conocer personajes menores como Skoochy, (joven huérfano muy inteligente que con frecuencia vaga en la Estación Central de Ciudad República, se reunió con Mako y Bolin hace varios años, durante sus días de hermanos como niños de la calle) e integrar y relacionar la historia entre Avatar: La Leyenda de Aang y La Leyenda de Korra.
En el videojuego se da a conocer que El Avatar Aang, después de los sucesos de la guerra de los 100 años, encontró una isla habitada de pequeñas manadas de sobrevivientes de Bisontes voladores y lémures, por lo que da a entender, que el bisonte volador Appa y el lémur Momo, mascotas del Avatar Aang, no fueron los últimos en su especie tal y como se creía. Por la misma razón, en La leyenda de Korra, todavía existen los bisontes voladores, igual sucede con los lémures.

## Argumento
La serie se desarrolla en el mismo mundo ficticio de Avatar: la leyenda de Aang. El mundo está separado en cuatro grandes naciones: las Tribus del Agua, el Reino de la Tierra, la Nación del Fuego y los Nómadas del Aire. El enfoque de la serie es el "control" o "dominio", la capacidad de algunos humanos de dominar un elemento asociado con su nación (agua, tierra, fuego y aire), a estos humanos se les llama «maestros». Cabe mencionar que la mayor parte de la población de "Ciudad República" está constituida por no-maestros, personas normales que no pueden dominar ningún elemento. La única persona capaz de dominar los cuatro elementos es el Avatar, quien también debe mantener el equilibrio entre las cuatro naciones y servir de puente entre el mundo de los mortales y el mundo de los espíritus. El Avatar reencarna siguiendo el ciclo de avatares. El control se lleva a cabo mediante ejercicios físicos y espirituales, similares a las artes marciales asiáticas. 
La serie está ambientada setenta años después de la caída del Señor del Fuego Ozai. El nuevo Avatar es una adolescente de diecisiete años llamada Korra, proveniente de la Tribu Agua del Sur. Domina el agua control, tierra control y fuego control, sin embargo, en un principio no fue capaz de realizar el control del aire debido a la nula conexión con su parte espiritual y debido a que sus entrenamientos de aire se retrasaron a causa de Tenzin el hijo del anterior avatar (Aang).

### Primer libro: Aire
Korra se despide de sus padres y se muda a Ciudad República, en donde se desarrolla la mayor parte de la serie, para aprender el control del aire de parte de Tenzin, maestro aire e hijo del Avatar Aang y Katara. Capital de La República Unida de Naciones, Ciudad República es una sociedad donde los maestros y no-maestros de las Cuatro Naciones viven juntos como un crisol de razas. Fue fundada por el Avatar Aang y el Señor del Fuego Zuko después del final de la guerra de los cien años. Es descrita como una «Manhattan asiática» por los creadores de la serie. También fue inspirada en Shanghái de los años 20 y 30, Hong Kong y Vancouver. El desarrollo arquitectónico y tecnológico de la ciudad es notable. Un ejemplo son los autos (principalmente conocidos como Satomoviles, por su fabricante) y la luz eléctrica, dada por generadores alimentados por el rayo control de maestros fuego. La ciudad está llena de crimen organizado y en ella existe una conspiración anti-maestros.
Allí, Korra conoce a Bolin, un maestro tierra con espíritu aventurero y divertido, y a su hermano Mako, un maestro fuego que mantiene una personalidad fría y que posteriormente tendrá un interés romántico en Korra. Los hermanos forman parte de los Hurones de Fuego, un equipo de "pro-dominio" o "pro-control", que es un popular deporte que entusiasma a Korra. Contra la voluntad de Tenzin, Korra se une a los Hurones de Fuego cuando los hermanos pierden a un miembro de su equipo; inicialmente con complicaciones debido a su falta de experiencia, Korra se gana la confianza de los hermanos y la aprobación de Tenzin al ganar un partido con ayuda de los movimientos de aire control que aprendió con este último.
Korra descubre a un grupo de no-maestros llamados los "igualitarios", liderados por un misterioso hombre enmascarado que se hace llamar Amón. Los padres de Amón fueron supuestamente asesinados por maestros fuego, quienes también le habrían provocado una cicatriz en su rostro. Son un movimiento activista clandestino cuyo objetivo es acabar con la desigualdad y opresión causada por los maestros, pero con métodos extremistas. Se revela que Amón puede quitarle el dominio a cualquier maestro, poder entregado por "los espíritus", siendo esta la forma con la que intentará conseguir la igualdad en el mundo.
las fuerzas unidas.

### Segundo libro: Espíritus
Esta temporada se centra en el mundo de los Espíritus y la conexión natural que tiene con el Avatar. Los hechos ocurren seis meses después de los acontecimientos del primer libro y se centra en un conflicto con espíritus y criaturas oscuras que traspasan el portal del mundo espiritual al mundo de los humanos. Korra está dispuesta y muy decidida ayudar a la tribu agua del sur en la guerra civil en el que está involucrada contra la tribu agua del norte. Unalaq, ordena a sus hijos Eska y Desna capturar a Korra, y durante la pelea Korra es tragada por un espíritu oscuro. Tras lo sucedido, el espíritu de Korra fue contaminado, y fue encontrada por unos maestros fuego quienes la llevaron a una anciana para que pueda curarla. Korra se conecta con sus vidas pasadas para descubrir su destino. Gracias a la ayuda del primer Avatar de la historia, llamado Wan, Korra, deberá impedir que Vatu el espíritu del caos, sea liberado.

### Tercer libro: Cambio
Después de los acontecimientos de la Convergencia Armónica, el Avatar Korra descubre que su decisión de dejar los portales espirituales abiertos tiene consecuencias inesperadas. Unas raíces espirituales silvestres han cubierto Ciudad República y maestros Aire están surgiendo repentinamente por las cuatro naciones.
También se halla la inesperada aparición de una secta secreta : "El loto rojo" , el antagonista del "loto Blanco" , y en consecuencia el enemigo número uno del Avatar , en este caso el Avatar Korra , inicialmente sus planes son un poco confusos pero son revelados primeramente en el capítulo 9 y posteriormente en el trágico capítulo 12, donde se descubre que Bolin posee lava-control.

### Cuarto libro: Equilibrio
Han pasado 3 años después de la batalla con Zaheer y "El loto rojo". Korra al estar paralítica, se le deja la tarea a Suu de retomar el control del reino tierra, con la condición de regresar el reino a sus legítimos sucesores. Al negarse Suu, Kuvira toma la oportunidad y parte con un pequeño ejército. Después de un tiempo se observa como retoma el control de una manera cuestionable. Cuando debe regresar el reino Kuvira se niega y es aquí donde comienza la historia,tras esos 3 años kubira toma el control de ba sing se,omashu donde obliga a los que no sean maestros tierra los envia a campos de fuerza donde esta empleando una arma con ayuda de las lianas espirituales 

## Continuidad en cómics
Una serie de trilogías de novelas gráficas publicadas por Dark Horse Comics sirve como continuación oficial y directa de La leyenda de Korra, que continúa las aventuras de Korra y sus amigos después de los eventos ocurridos en el último episodio «El último en pie» de la serie animada. Concretamente, las historias de estas trilogías se centran en los acontecimientos que sucedieron inmediatamente después de que Korra y Asami cruzaran juntas el portal de los espíritus. Cada colección es una trilogía:
- The Legend of Korra - Turf Wars
- La Leyenda de Korra: Ruins of the Empire

### Arte
Dark Horse ha publicado libros de arte de tapa dura que detallan el proceso creativo de cada temporada, similares al libro de arte publicado sobre Avatar: The Last Airbender:
| Título                                                               | Fecha                    | Autores                                                    | ISBN               | Notas  |
| -------------------------------------------------------------------- | ------------------------ | ---------------------------------------------------------- | ------------------ | ------ |
| The Legend of Korra Book 1: Air – The Art of the Animated Series     | 19 de julio de 2013      | Michael Dante DiMartino Bryan Konietzko Joaquim Dos Santos | ISBN 9781616551681 | [ 28 ] |
| The Legend of Korra Book 2: Spirits – The Art of the Animated Series | 16 de septiembre de 2014 | Michael Dante DiMartino Bryan Konietzko Joaquim Dos Santos | ISBN 9781616554620 | [ 29 ] |
| The Legend of Korra Book 3: Change – The Art of the Animated Series  | 20 de enero de 2015      | Michael Dante DiMartino Bryan Konietzko Joaquim Dos Santos | ISBN 9781616555658 |        |
| The Legend of Korra Book 4: Balance – The Art of the Animated Series | 15 de septiembre de 2015 | Michael Dante DiMartino Bryan Konietzko Joaquim Dos Santos | ISBN 9781616556877 | [ 30 ] |

En julio de 2013, Nickelodeon publicó un libro electrónico interactivo gratuito, The Legend of Korra: Enhanced Experience, en iTunes. Contenía material como arte conceptual, biografías de personajes, animatics y storyboards. 
En marzo de 2013, la galería PixelDrip organizó una exposición de fan art de La leyenda de Korra en Los Ángeles con el apoyo de los creadores de la serie, y más tarde publicó un vídeo documental sobre la misma. Otra exposición de arte apoyada por Nickelodeon para rendir homenaje a La leyenda de Korra y Avatar se celebró del 7 al 22 de marzo de 2015 en Gallery Nucleus en Alhambra, California.
Un libro para colorear para adultos, The Legend of Korra Coloring Book (ISBN 978-1-50670-246-9) con arte de Jed Henry fue lanzado en julio de 2017.

### Novelas
Libro Uno: Aire fue adaptado como dos novelas por Erica David, dirigidas a lectores a partir de doce años. Las novelizaciones fueron publicadas por Random House en 2013:
- David, Erica (8 de enero de 2013). Revolución (adaptación de los episodios uno a seis). Random House. ISBN 978-0449815540.
- David, Erica (23 de julio de 2013). Endgame (adaptación de los episodios siete a doce). Random House. ISBN 978-0449817346.

### Juegos
Activision publicó dos videojuegos basados en la serie en octubre de 2014. El primero, titulado únicamente The Legend of Korra, es un juego de peleas en tercera persona para Xbox One, Xbox 360, PlayStation 4, PlayStation 3 y Microsoft Windows. A pesar de que el desarrollador del juego PlatinumGames es conocido por juegos de acción bien recibidos, el juego recibió críticas mixtas. El segundo juego, The Legend of Korra: A New Era Begins, es un juego de estrategia por turnos desarrollado por Webfoot Technologies para Nintendo 3DS. Nickelodeon también tiene varios juegos de navegador basados en Adobe Flash basados en La Leyenda de Korra disponibles en su página web.
IDW Publishing lanzó una serie de juegos de mesa basados en La leyenda de Korra. El primero es una adaptación del juego de pro-bending de la serie; que fue financiado a través de Kickstarter y lanzado en otoño de 2017. Korra es un personaje jugable en múltiples juegos crossover de Nickelodeon, incluyendo Super Brawl Universe, Nickelodeon Kart Racers 2: Grand Prix y Nickelodeon Kart Racers 3: Slime Speedway, y Nickelodeon All-Star Brawl y su secuela.  Korra también aparece como skin para Skadi en Smite. 

### Merchandising
En la San Diego Comic-Con de 2015 se anunció una figurita de Lin Beifong de 12 pulgadas, así como una camiseta gráfica. Mondo lanzó una figurita de Korra y Asami cogidas de la mano en marzo de 2018.

## Producción

### Desarrollo
The Legend of Korra fue cocreada y producida por Bryan Konietzko y Michael Dante DiMartino en Nickelodeon Animation Studios en Burbank, California. Para ilustrar la duración del proceso de producción (entre 10 y 12 meses por episodio) y el solapamiento de las distintas fases, Konietzko escribió en julio de 2013 que su equipo ya estaba desarrollando los storyboards del primer episodio del Libro 4 mientras que los últimos episodios del Libro 2 aún no estaban terminados. 

### Influencias
El diseño artístico de Ciudad República, descrita como "si Manhattan hubiera ocurrido en Asia", se inspira en los años 20 e incorpora influencias de la arquitectura americana y europea de ese periodo de tiempo. Elementos del cine negro y del steampunk también influyeron en el concepto artístico de la ciudad. El diseño del cuerpo de policía metalbending se basa en los uniformes de la policía neoyorquina de los años 20, cruzados con armaduras samurái.
Los estilos de lucha empleados por los personajes de la serie original Avatar: The Last Airbender derivan de distintos estilos de artes marciales chinas. 70 años después, el estilo de lucha en la multicultural Ciudad República se ha modernizado y mezclado, con los creadores incorporando tres estilos principales: artes marciales, artes marciales mixtas y tricking. El deporte pro-bending introducido en la serie se inspiró en los torneos de artes marciales mixtas (MMA).
El instructor de artes marciales chino Sifu Kisu fue consultor en Avatar: The Last Airbender, y volvió como consultor para las escenas de lucha en The Legend of Korra. Los luchadores de MMA Jeremy Humphries y Mac Danzig fueron acreditados por "proporcionar muchos de los movimientos que verás en la arena de Probending", y Steve Harada y Jake Huang proporcionaron las volteretas estilizadas y acrobacias de "tricking" al estilo de lucha de la serie.

### Libro 1: Aire
La producción de la serie fue anunciada en el encuentro anual de aficionados a los cómics, Comic-Con en San Diego, el 22 de julio de 2010. Su lanzamiento estaba originalmente planeado para octubre de 2011. Para el momento llamada Avatar: la leyenda de Korra como título tentativo, fue concebida como una miniserie de doce episodios situada en el mismo universo ficticio de la serie original, pero setenta años después. En 2011 el título fue cambiado a El último maestro aire: la leyenda de Korra y luego en marzo de 2012 a La leyenda de Korra. El estreno fue finalmente retrasado al 14 de abril de 2012, siendo este último la fecha oficial del estreno.
La animación fue hecha principalmente por Studio Mir, un estudio de animación sur coreano. Según el director de animación Yoo Jae-Myung, Nickelodeon estuvo inicialmente indispuesto a aprobar la serie y suspendió su producción, ya que, a diferencia de casi todas las series de animación estadounidenses, la protagonista era una chica. Según Konietzko, la creencia popular decía que «las niñas verán programas sobre chicos, pero los chicos no verán programas sobre chicas». Los creadores finalmente persuadieron a los ejecutivos del canal a cambiar de opinión. Konietzko relató que en las proyecciones de prueba, los chicos dijeron que el hecho de que Korra fuera una chica no les importaba: «sólo me dijeron que era impresionante».
Los creadores escribieron todos los episodios del primer libro ellos mismos, omitiendo los "episodios de relleno" para permitir una historia concisa.
Varias personas involucradas en Avatar: la leyenda de Aang volvieron para producir Korra, incluyendo al diseñador gráfico y director Joaquim Dos Santos y a los compositores Jeremy Zuckerman y Benjamin Wynn. El primer libro contó con Tim Yoon como productor y Ki Hyun Ryu como supervisor de producción. Dos Santos y Ryu dirigieron todos los episodios del libro.
La mayoría de los actores de voz envueltos en la serie fueron anunciados en marzo de 2011.

### Libro 2: Espíritus
Espíritus, es la segunda temporada de la serie animada de televisión La leyenda de Korra por Michael Dante DiMartino y Bryan Konietzko. Consiste de catorce capítulos. Una secuela de La Leyenda de Korra: Libro 1 "Aire", que a diferencia de esta, se centra más en los conceptos y temas espirituales. El Libro Dos: Espíritus comenzó a transmitirse en Nickelodeon en los EE. UU. el 13 de septiembre de 2013.
Toma lugar en el Polo Sur en la Tribu Agua del Sur, y se centra principalmente en el místico "Mundo Espiritual" (de ahí el título Espíritus) y la historia del linaje de Avatar y la mitología. Nuevos personajes incluyen la hermana mayor de Tenzin, Kya, una maestra agua; Hermano mayor no maestro (durante esta temporada y la anterior) de Tenzin Bumi; El tío paterno de Korra, Unalaq; y sus primos hermanos, Desna y Eska.

### Libro 3: Cambio
La temporada se lleva a cabo en gran parte en el reino de la tierra, una de las cuatro grandes naciones en el contexto de la serie, y también muestra el resurgimiento del aire control entre las personas de otras naciones. Los antagonistas de la temporada son el "Loto rojo", un grupo de anarquistas peligrosos liderados por el nuevo maestro aire Zaheer que quieren derrocar a los gobiernos del mundo y al Avatar. Entre los nuevos personajes secundarios de la temporada son el ahora anciano Zuko, un personaje de la serie original, así como la hermana de Lin Beifong, Suyin Beifong y su familia.
La tercera temporada de la serie animada de televisión La leyenda de Korra, titulado Libro Tercero: Cambio, fue creada por Michael Dante DiMartino y Bryan Konietzko, y consta de trece episodios ("capítulos"), todo animado por Studio Mir.

### Libro 4: Balance
El Libro Cuatro se fija tres años después de la temporada anterior. Tiene que ver con el viaje del Avatar Korra de autodescubrimiento tras las lesiones físicas y psicológicas que incurrió en la lucha con Zaheer y con los disturbios en el Reino Tierra donde Kuvira, anteriormente un oficial de seguridad en el servicio de Suyin Beifong, trata de tomar el poder por la fuerza militar.

### Estilo de animación
La Leyenda de Korra se produjo principalmente como animación tradicional, con la mayoría de los fotogramas dibujados en papel en Corea del Sur por los animadores de Studio Mir y escaneados para procesamiento digital. Cada episodio consta de unos 15.000 dibujos. La serie hace uso ocasional de imágenes generadas por computadora para escenas u objetos complejos, más notablemente en las animaciones de la arena pro-Control o los trajes mecánicos de las últimas temporadas.
Mientras que La Leyenda de Korra fue producida en los Estados Unidos y por lo tanto no es una obra de animación japonesa ("anime") en el sentido estricto, The Escapist argumentó que la serie está tan fuertemente influenciada por el anime que de otro modo sería fácilmente clasificada como tal: sus protagonistas (una heroína con superpoderes, su grupo de amigos talentosos que la apoyan, un villano casi impermeable que quiere remodelar el mundo ), sus temas (familia, amistad, romance, miedo y muerte) y la calidad de su actuación de voz, así como el estilo visual, son similares a los de series de anime líderes como Fullmetal Alchemist: Brotherhood, Bleach o Trigun. Una diferencia notable con este tipo de series es la ausencia de largas secuencias iniciales y finales configuradas en Canciones de J-pop; para ahorrar tiempo de transmisión, los inicios y finales de The Legend of Korra duran solo unos segundos. La serie se abstiene mayoritariamente de utilizar los tropos visuales característicos del anime, pero ocasionalmente utiliza expresiones faciales exageradas para resaltar las emociones y lograr un efecto cómico.
Al igual que en Avatar, la serie aumenta su estética asiática al presentar todo el texto que aparece en su mundo ficticio en caracteres chinos tradicionales, sin traducirlo. Por ejemplo, en los carteles de "Se busca" que se ven en el episodio "The Stakeout", los nombres de los protagonistas están escritos como 寇拉 (Korra), 馬高 (Mako) y 愽林 (Bolin).

### Música
The Legend of Korra tiene música de Jeremy Zuckerman, quien anteriormente escribió la música de Avatar: The Last Airbender con Benjamin Wynn. Para La Leyenda de Korra, Zuckerman es el único compositor mientras que Wynn es el diseñador de sonido principal; Los dos colaboran con el artista de Foley Aran Tanchum y el showrunner Mike DiMartino en el paisaje sonoro de la serie. El concepto de Konietzko y DiMartino para la partitura debía mezclar música tradicional china con jazz temprano. Sobre esa base, Zuckerman compuso una partitura que combina elementos de Dixieland, música tradicional china y orquestación occidental. Es interpretado principalmente por un sexteto de cuerdas y varios instrumentos solistas chinos, incluyendo un dizi, paigu, un guqin, un erhu y un matouqin mongol.
El 16 de julio de 2013 se publicó un CD con la banda sonora, La Leyenda de Korra: Música Original del Libro Uno. También se reprodujo música de Korra y Avatar en concierto en el festival PlayFest en Málaga, España, en septiembre de 2014. La banda sonora de la serie fue nominada como mejor banda sonora de TV en los GoldSpirit Awards 2013.

## Banda sonora
El 16 de julio de 2013, Nickelodeon y Legacy Recordings lanzaron The Legend of Korra: Original Music from Book One.

| The Legend of Korra: Original Music from Book One |                                       |          |  |
| N.º                                               | Título                                | Duración |  |
| 1.                                                | «Prologue»                            | 1:18     |  |
| 2.                                                | «Air Tight»                           | 2:54     |  |
| 3.                                                | «In a Box»                            | 1:37     |  |
| 4.                                                | «An Impossible Crime»                 | 2:11     |  |
| 5.                                                | «Being Patient / Beifong’s Sacrifice» | 4:20     |  |
| 6.                                                | «Asami and Mako Dine»                 | 1:10     |  |
| 7.                                                | «On the Lam»                          | 1:19     |  |
| 8.                                                | «Hittin’ on All Sixes»                | 2:40     |  |
| 9.                                                | «Good Ol’ Days»                       | 1:41     |  |
| 10.                                               | «Before»                              | 7:38     |  |
| 11.                                               | «Fresh Air»                           | 1:06     |  |
| 12.                                               | «Korra Confronts Tarrlok»             | 3:00     |  |
| 13.                                               | «Squeaky Rags»                        | 1:44     |  |
| 14.                                               | «Amon»                                | 3:02     |  |
| 15.                                               | «Chi Blockers»                        | 2:18     |  |
| 16.                                               | «A Peaceful Place»                    | 2:03     |  |
| 17.                                               | «Left My Heart in Republic City»      | 2:40     |  |
| 18.                                               | «Firebending Training»                | 1:16     |  |
| 19.                                               | «Wheels»                              | 2:48     |  |
| 20.                                               | «Republic City Under Attack»          | 4:03     |  |
| 21.                                               | «Hardboiled…Afraid (Separate Ways)»   | 1:20     |  |
| 22.                                               | «War»                                 | 2:04     |  |
| 23.                                               | «Asami and Hiroshi / Korra Airbends»  | 4:24     |  |
| 24.                                               | «Greatest Change»                     | 5:16     |  |
| 25.                                               | «The Legend of Korra End Credits»     | 0:31     |  |
| 26.                                               | «The Legend of Korra Main Title»      | 0:28     |  |

## Personajes
| Reparto principal en inglés | Reparto principal en inglés | Reparto principal en inglés | Reparto principal en inglés | Reparto principal en inglés | Reparto principal en inglés | Reparto principal en inglés | Reparto principal en inglés | Reparto principal en inglés |
| --------------------------- | --------------------------- | --------------------------- | --------------------------- | --------------------------- | --------------------------- | --------------------------- | --------------------------- | --------------------------- |
| Janet Varney                | Seychelle Gabriel           | David Faustino              | P. J. Byrne                 | \|                          | Mindy Sterling              | Kiernan Shipka              | Dee Bradley Baker           |                             |
| Janet Varney                | Seychelle Gabriel           | David Faustino              | P. J. Byrne                 | J. K. Simmons               | Mindy Sterling              | Kiernan Shipka              | Dee Bradley Baker           |                             |
| Korra                       | Asami Sato                  | Mako                        | Bolin                       | Tenzin                      | Lin Beifong                 | Jinora                      | Naga, Pabu, Oogi            |                             |

| Steve Blum  | Lance Henriksen   | Daniel Dae Kim | Clancy Brown |
| Steve Blum  | Lance Henriksen   | Daniel Dae Kim | Clancy Brown |
| Amon/Noatak | Amon's lieutenant | Hiroshi Sato   | Yakone       |

| Lisa Edelstein | Aubrey Plaza | James Remar | Stephanie Sheh | Eva Marie Saint | Steven Yeun |
| Lisa Edelstein | Aubrey Plaza | James Remar | Stephanie Sheh | Eva Marie Saint | Steven Yeun |
| Kya            | Eska         | Tonraq      | Zhu Li         | Katara          | Wan         |

| Henry Rollins |              | Bruce Davison | Alyson Stoner | Anne Heche    | Jim Meskimen | Zelda Williams |
| Henry Rollins | Grey DeLisle | Bruce Davison | Alyson Stoner | Anne Heche    | Jim Meskimen | Zelda Williams |
| Zaheer        | Ming-Hua     | Zuko          | Opal          | Suyin Beifong | Baatar, Daw  | Kuvira         |

### Principales
- Korra (Janet Varney), es la protagonista de diecisiete años de edad en la primera temporada, dieciocho en las siguientes, y 21 años en la cuarta temporada. Es caracterizada por ser muy positiva, feroz, impetuosa y segura de sí misma. Korra es proveniente de la Tribu Agua del Sur y sucesora de Aang como Avatar.[3] Su personaje fue inspirado por la hermana "ruda" de Bryan Konietzko y por mujeres luchadoras de las artes marciales mixtas, en particular Gina Carano. Tiene un fuerte vínculo con los hijos de Tenzin: Jinora, Ikki y Meelo, desarrollándose un lazo fraternal. En el libro 4 su carácter cambia drásticamente al cumplir 21 años, volviéndose más madura y reflexiva.[66]
- Asami Sato (Seychelle Gabriel), es la hija única de Hiroshi Sato, un reconocido y adinerado empresario e inventor. Asami no controla ningún elemento, pero a pesar de la imagen delicada e indefensa con la cual puede ser prejuzgada, posee un apreciable entrenamiento en defensa propia.[67][68] Perdió a su madre a manos de la "Triple Amenaza" durante un robo a su mansión.[69]
- Mako (David Faustino), nombrado en honor a Mako Iwamatsu, el actor de voz para Iroh en Avatar: la leyenda de Aang, que murió durante la producción de dicha serie.[70] El personaje, un maestro fuego con la habilidad de lanzar rayos, ha sido descrito como "serio y oscuro". Habiendo crecido en las calles de Ciudad República después de perder a sus padres, se vio obligado a asumir responsabilidades de adulto a una temprana edad para sobrevivir y proteger de él y a su hermano menor, Bolin.[3][70][67]
- Jinora (Kiernan Shipka), es una maestra aire y proyeccionista astral de 10 años de edad en la primera temporada, 11 años en la segunda y tercera, y 14 años en la cuarta temporada; nieta del Avatar Aang y Katara, e hija primogénita de Tenzin y Pema. Es una joven apacible, dulce, disciplinada y valiente; y una ávida lectora. A diferencia de su padre, Jinora nació con un don natural: posee una poderosa conexión espiritual innata. Se convirtió en la guía espiritual de Korra en el segundo libro y desempeña un papel relevante desde esta temporada. Es capaz de sentir la energía espiritual de una persona determinada. Empleando una técnica avanzada de aire-control combinada con espiritualidad, Jinora desarrolla la habilidad de proyectar su espíritu en diferentes partes del mundo traspasando objetos sólidos, teletransportándose y visitando lugares recónditos; también puede comunicarse con los espíritus desde el mundo físico a través de sus poderes espirituales. Aun siendo muy joven, debido a sus dotes en el aire-control, obtuvo sus tatuajes de maestra aire en la tercera temporada, convirtiéndose en la primera gran maestra aire de la nueva y renacida Nación del Aire, y asumiendo desde entonces la posición de líder de aquella nueva generación de maestros aire.
- Bolin (P. J. Byrne), inspirado en el concepto original que los creadores tenían para Toph en la serie anterior,[70][71] es un maestro tierra capaz de controlar la lava, una rara habilidad de tierra-control; hermano menor de Mako. Tiene una personalidad opuesta a la de su hermano, y es usualmente descrito como alegre e ingenuo, además de robusto.[70][71][67]
- Lin Beifong (Mindy Sterling), es una maestra tierra y metal y líder del Cuerpo de Policía de Ciudad República.[67] Es además, la hija primogénita de Toph Beifong.[67] Tiene un carácter hostil, rudo y abrasivo. En primera instancia, ella ve la llegada de Korra a la ciudad como una amenaza al orden público y a su liderazgo,[67] sin embargo, cambió de parecer debido al levantamiento de los Igualitarios.[72]
- Tenzin (J. K. Simmons), es el menor de los tres hijos de Aang y Katara y el maestro de aire-control de Korra durante el primer libro.[67] También es miembro del concilio de Ciudad República antes de que esta se disuelva, representando a la Nación del Aire.[67] Él encarna la naturaleza pacífica y espiritual de los Nómadas del Aire,[67]

### Otros
- Amon (Steve Blum), es el antagonista principal de la serie durante el primer libro. Es el líder del movimiento igualitario que se levantó en Ciudad República, contando con miles de fieles no-maestros que buscan acabar con la desigualdad y opresión causada por aquellos que poseían la capacidad de controlar algún elemento. Amon se esconde detrás de una máscara debido a una supuesta cicatriz ocasionada por un maestro fuego, que además habría asesinado a sus padres no-maestros, este sería el motivo por el cual iniciaría la revolución.
- Tarrlok (Dee Bradley Baker), es el representante de la Tribu del Agua del Norte y presidente del Concilio de la Ciudad República durante el primer libro. Si bien busca lo mejor para la ciudad, llega a ser manipulador y demasiado radical a la hora de tomar medidas para combatir a los Igualitarios.
- Suyin Beifong (temporadas 3-4): Es una maestra tierra y metal, especializada en el metal-control. Es la hija menor de Toph Beifong y la madre de Opal. Es la líder de Zao fu, una ciudad de metal perteneciente al Reino Tierra.
- Bumi (Dee Bradley Baker), hijo primogénito de Aang y Katara y no maestro, sin embargo, en la tercera temporada adquiere poderes de aire-control. Hace su primera aparición en el último episodio del primer libro. Fue comandante de las Fuerzas Unidas hasta su retiro en el libro 2. Ayudó a Tenzin, Jinora y el Nuevo Equipo Avatar a encontrar a los maestros aire que renacieron por la energiá liberada de la Convergencia Armónica en el libro 3.
- Kya es la segunda hija de Aang y Katara, y maestra agua. Hace su primera aparición en el segundo libro. Es una maestra agua sobresaliente, sobre todo como curandera. Peleó contra Zaheer logrando que este huya del Templo Aire de la Isla.
- Kai (temporadas 3-4): Es un no maestro del Reino Tierra que adquiere poderes de aire-control por la energía liberada de la Convergencia Armónica; un huérfano que antes de ser reclutado por Korra, Jinora, Tenzin, Mako y Bolin para formar la nueva Nación del Aire, se dedicaba al hurto de joyas.
- Unalaq es el antagonista del segundo libro. Padre de Desna y Eska, tío del Avatar Korra y hermano menor de Tonraq. Es el jefe de las tribus agua del sur y norte.
- Desna es un maestro agua. Hermano gemelo de Eska, hijo de Unalaq y primo del Avatar Korra. Hace su primera aparición en el segundo libro.
- Eska es una maestra agua. Hermana gemela de Desna, hija de Unalaq y prima del Avatar Korra. Hace su primera aparición en el segundo libro.
- Zaheer: antagonista principal del tercer libro "Cambio",no maestro originalmente pero maestro aire tras la convergencia armónica (gracias a esta nueva habilidad logra escapar de prisión).Líder de la orden del "Loto Rojo",que busca acabar con el avatar,el loto blanco y los líderes mundiales, para traer la libertad de la mano del caos. Tiene una fuerte conexión con el mundo espiritual,logrando entrar a él mediante la meditación.
- Kuvira: Villana principal de la cuarta temporada. Es una dictadura y su deseo es liderar un Reino Tierra unificado bajo el nombre de Imperio Tierra. Es una maestra tierra y metal, especializada en el metal- control. Fue abandonada de niña por sus padres y adoptada por la familia de Suyin.
- Hiroshi Sato (Daniel Dae Kim), inventor adinerado y padre de Asami. Ayudó a los hurones del fuego a competir en la competencia pro-control, con la condición de que estos tengan el logo de su empresa en sus trajes.
- Ikki (Darcy Rose Byrnes) es la segunda nieta del Avatar Aang y Katara, y segunda hija de Tenzin y Pema. Tiene 7 años de edad. Acostumbra pelear con su hermana mayor, Jinora. Al igual que sus hermanos, es una maestra aire en proceso.
- Meelo (Logan Wells) es un maestro aire en proceso. Tiene 5 años de edad. Tercer nieto del Avatar Aang y Katara, y tercer hijo de Tenzin y Pema. Se caracteriza por ser muy alegre y divertido. En el segundo libro, adopta a un lémur volador. Hermano menor de Jinora e Ikki, y hermano mayor de Rohan.
- Opal (temporadas 3-4): Es una de los hijos de Suyin y nieta de Toph. En principio era una no maestra del Reino Tierra, pero debido a la energía liberada durante la Convergencia Armónica y los efectos de esta en el mundo, la adolescente adquiere poderes de aire-control, siendo reclutada por Korra, Jinora y Tenzin para ayudarla en su entrenamiento y formar parte de la Nación del Aire.
- Tonrraq es el padre del Avatar Korra. Es el líder de la tribu agua del sur. Posee un carácter firme e inquebrantable. A pesar de su edad, posee un físico envidiable, sin mencionar su guapura. Es esposo de Senna, la madre de Korra.
- Pema (María Bamford) es la esposa de Tenzin y la madre de sus cuatro hijos. Si bien es una no-maestra, es parte de los "acólitos del aire" (no-maestros que viven en la isla del Templo del Aire y practican las enseñanzas, cultura y tradiciones de los Nómadas del Aire).
- Iroh II es un maestro fuego y maestro relámpago. Nieto del Señor del fuego Zuko. General de la armada de las Fuerzas Unidas.
- Baatar Júnior: (temporadas 3-4), es el primogénito de Suyin y Baatar, y nieto de Toph. Es un inventor sobresaliente oriundo del Reino Tierra.
- Naga y Pabu (Dee Bradley Baker), mascotas de Korra (su animal guía,tal como Appa fue para Aang) y Bolin, respectivamente.
- Varrick y Zhu Li (temporadas 2 y 4) en una pareja de inventores. Varrick es oriundo de la Tribu Agua y es un destacado inventor. Zhu Li es su inseparable asistente.

## Recepción

### Crítica
The Filtered Lens escribió una crítica muy favorable del estreno de la serie, que indica que el programa, de forma inteligente se separó de su antecesor, mientras que tiene suficientes conexiones y referencias para complacer a sus seguidores, la clasificación del primer episodio tuvo una puntuación de 9.5 sobre 10. Además, IGN alabó el episodio piloto, diciendo: "La leyenda de Korra promete ser una excelente adición a la mitología de Avatar, complaciendo a los fans y los recién llegados por igual." y dándole una puntuación de 9 sobre 10.
Para el estreno del libro dos, en TV.com, Noel Kirkpatrick escribió comentarios favorables a la serie La leyenda de Korra calificándola como uno de los mejores programas de la televisión por manejar la cantidad necesaria de la exposición, y en su introducción del tema del conflicto entre el espiritualismo y el secularismo
En octubre del 2013, IGN, Max Nicholson, alabó los episodios Beginnings, part 1 y Beginnigs, part 2 que fueron estrenados como especial de una hora; episodios que forman parte del segundo libro. Calificando a Beginnings: Parts 1 & 2" de un par de episodios hermosos y magníficamente escritos que presenta una gran cantidad de nueva mitología y una historia de origen distinta para el Avatar Wan. Dándole al especial una puntuación de 9.6 sobre 10, siendo una excelente puntuación.

#### Estilo y valores de producción
David Hinckley, del New York Daily News, escribió que la serie, "visualmente impactante", está "llena de pequeños trucos y matices que sólo los verdaderos fans notarán y saborearán, pero nada impide que los civiles también la disfruten"." Escribiendo para Vulture, Matt Patches destacó la fotografía suelta y manual de la segunda temporada desafiante para una serie de animación y los espíritus "extraños, maravillosos" y salvajemente imaginados contra los que lucha Korra; "un desfile Kaiju con bestias que reflejan velociraptors".  Max Nicholson para IGN describió la tercera temporada como "fácilmente la temporada más consistente de la serie hasta la fecha, ofreciendo temas complejos, excelentes argumentos e inigualables valores de producción" Y Oliver Sava, para The A.V. Club, la caracterizó como una "temporada de televisión realmente magnífica, que ofrece un montón de desarrollo de personajes, construcción del mundo, comentarios sociopolíticos y acción trepidante, todo ello presentado con una animación maravillosamente suave y una actuación de voz impecable".

#### Escritura y temas
Antes del final de la primera temporada, Scott Thill, de Wired, elogió La leyenda de Korra como "el dibujo animado más inteligente de la televisión", capaz de abordar las preocupaciones espirituales y sociopolíticas de los adultos a la vez que presentaba un "viaje alternativamente fascinante e hilarante repleto de fantasía, naturalismo, grandeza steampunk, conflictos cinéticos, armamento de ciencia ficción y comedia autoconsciente. " En The Atlantic, Julie Beck caracterizó la serie como "una de las fantasías de mayor calidad de nuestro tiempo", apreciándola por combinar un matizado comentario social con la "calidez, capricho e ingenio autorreferencial" de Avatar: The Last Airbender.  Brian Lowry, de Variety, opinó que la serie "representa una narración un poco más ambiciosa para niños mayores, y quizá para algunos adultos con el gen friki. "
En TV.com, Noel Kirkpatrick comentó favorablemente cómo la segunda temporada de "uno de los mejores programas de televisión" manejó la cantidad necesaria de exposición, y sobre su introducción del tema del conflicto entre espiritualismo y secularismo. Cubriendo la tercera temporada, Scott Thill en Salon describió a Korra como uno de los personajes femeninos más duros y complejos de la televisión, a pesar de estar en un dibujo animado, y consideró que la "surrealista y encantadora secuela" de Avatar "critica de forma duradera y accesible el poder, el género, la extinción, el espíritu y mucho más - todo ello envuelto en un 'toon' cinético tan lírico y expansivo como cualquier cosa soñada por Hayao Miyazaki o George Lucas".  David Levesley en The Daily Beast recomendó la serie a quienes buscaran "fantasía bellamente rodada y bien escrita en televisión" tras el final de la temporada más reciente de Juego de Tronos, señalando que en ambas series "lo fantástico y lo estrafalario se equilibran cuidadosamente con las relaciones humanas y la intriga política". 
Varios críticos han destacado las cuestiones sociopolíticas que, inusualmente para una serie de animación de un canal infantil, atraviesan La leyenda de Korra. Según Forbes, al contar "algunas de las historias más oscuras y maduras" jamás animadas, La leyenda de Korra ha creado un nuevo género, "el primer drama televisivo animado del mundo". Thill propuso que la causa de los Igualistas en la primera temporada reflejaba la reciente aparición del movimiento Occupy, y DiMartino respondió que, aunque la serie se escribió antes de que comenzara Occupy Wall Street, estaba de acuerdo en que la serie mostraba de forma similar a "un gran grupo de personas que se sentían impotentes frente a un grupo relativamente pequeño de personas en el poder. " Beck escribió que La leyenda de Korra utilizaba la magia para ilustrar "los dolores crecientes de un mundo en modernización que ve el auge de la tecnología y el capitalismo, y da pasos vacilantes y bruscos hacia el autogobierno", al tiempo que no retrataba a ningún bando del conflicto como totalmente intachable.  Alyssa Rosenberg elogió la serie por examinar cuestiones de clase en un entorno urbano, y un artículo invitado en su columna argumentó que la lucha entre los igualitarios de Korra y Amon reflejaba algunas de las ideas de John Rawls "igualitarismo de la suerte", elogiando la serie por abordar cuestiones morales de desigualdad y redistribución.
Escribiendo para The Escapist, Mike Hoffman señaló cómo la serie respetaba a sus espectadores más jóvenes mostrando explícitamente, pero también dando peso emocional a la muerte de personajes importantes, incluyendo "una de las muertes más brutales y repentinas de la televisión infantil" en el caso de P'Li en la tercera temporada. Al retratar a los adversarios de Korra no como villanos estereotipados, sino como seres humanos con motivaciones comprensibles corrompidas por un exceso de celo, la serie confiaba en que los espectadores fueran capaces de "resolver la disonancia entre entender el punto de vista de alguien y estar en desacuerdo con sus métodos". Además, escribió Hoffman, al mostrar a Korra sufriendo "depresión (del estado de ánimo)|depresión]" en toda regla al final de la tercera temporada, y dedicar gran parte de la cuarta a su recuperación, la serie contribuyó a normalizar los problemas de salud mental, un tema generalmente poco tratado en la televisión infantil, lo que los hizo menos opresivos para los espectadores.

#### Género, raza y orientación sexual

La toma final de la serie, que pretendía mostrar a Asami y Korra convirtiéndose en una pareja romántica, fue vista como un empuje a los límites de la representación LGBT en la televisión infantil..

Resumiendo el Libro Cuatro, Joanna Robinson para Vanity Fair lo describió como "el acontecimiento televisivo más subversivo del año", señalando cómo gran parte de la temporada y la serie empujaron los límites de lo que es nominalmente la televisión infantil al "romper el terreno racial, sexual y político": Presentaba un personaje principal femenino de piel oscura, así como un grupo de personajes femeninos diversos de todas las edades, se centraba en temas desafiantes como las armas de destrucción masiva, el trastorno de estrés postraumático y el fascismo, y estaba impregnada de una espiritualidad oriental basada en principios como el equilibrio y la atención plena.  Levesley también destacó los "muchos ejemplos de mujeres bien escritas, predominantemente de color" en la serie. The A.V. Club, USA Today, IGN, Moviepilot y The Advocate. Mike Hoffman, por su parte, opinó que la relación de Korra y Asami no pretendía ser especialmente subversiva, sino algo en lo que los guionistas confiaban en que los espectadores más jóvenes, ahora a menudo familiarizados con las relaciones entre personas del mismo sexo, fueran lo suficientemente maduros como para entenderlo. Megan Farokhmanesh de Polygon escribió que al retratar a Korra y Asami como bisexuales, la serie incluso evitaba el error de asumir la orientación sexual, como hacían muchas otras series de televisión, como una división estricta entre "gay" y "hetero".  En 2018, io9 situó la escena final de la serie en el puesto #55 de su lista de "Los 100 momentos más importantes de la cultura pop de los últimos 10 años". Cuando Korra volvió a estar ampliamente disponible en Netflix en 2020, Janet Varney calificó su papel como la voz de Korra como "la parte más profunda y significativa de mi carrera" debido al impacto que el final tuvo en los fans queer. Vanity Fair dijo que los creadores de la serie "lucharon duro" por el final con Korra y Asami, que tiene "la negación plausible de que todo es platónico. "
Desde entonces, The Washington Post y Vulture han atribuido a La leyenda de Korra el mérito de cambiar el panorama de la representación LGBT en los dibujos animados infantiles occidentales, allanando el camino para un contenido queer más abierto en series como Hora de Aventuras, Steven Universe, y She-Ra y las Princesas del Poder. 

### Audiencia
El especial estreno de una hora hizo un promedio de 4,5 millones de espectadores que lo convirtió el número-uno del cable básico en niños, y fue el programa animado superior para la semana con los espectadores totales. La leyenda de Korra también se ubica como la serie animada estreno más visto de la red en tres años.
El Libro 1: Aire, atrajo un promedio de 4,3 millones de espectadores por episodio. Esta fue la audiencia total más alto para una serie animada en los Estados Unidos en 2012. También, fue elogiada por la calidad de su animación.
En septiembre del 2013, el especial estreno de una hora del segundo libro: espíritus, estrenó con 2,6 millones de espectadores. Se considera que los factores acerca de la reducción del número de espectadores durante el estreno de dicho libro espíritus, se deba por el largo período de tiempo que hubo entre ambos libros, el cambio de horario y fecha (viernes por la noche en lugar del sábado por la mañana), la mayor disponibilidad de los servicios de descarga digital, y, sobre todo generalmente la reducción de audiencia que tiene en sí Nickelodeon desde el 2012, pues el canal en la mayoría de sus series sufre una baja audiencia, incluyendo las últimas temporadas de Big Time Rush, iCarly y Victorious hasta las nuevas series como Sam and Cat, Las tortugas ninja, y una secuencia de series que también hicieron 2 millones de espectadores, inclusive Big Time Rush disminuyó considerablemente en audiencia llegando a un millón. Desde fines del mes de agosto de 2013, Nickelodeon ha sufrido baja síntonía más de lo normal.

## Lanzamiento

### Transmisión

#### Estados Unidos
La primera temporada (Libro 1: Aire) se emitió en los Estados Unidos en Nickelodeon los sábados por la mañana entre el 14 de abril de 2012 y el 23 de junio. 2012. A diferencia de su antecesora, la serie se transmitió en alta definición. Se transmitió en otros países en los canales locales de Nickelodeon a partir de agosto de 2012.
La segunda temporada (Libro 2: Espíritus) comenzó a transmitirse en Nickelodeon en los Estados Unidos el 13 de septiembre de 2013, los viernes por la noche. La temporada finalizó el 22 de noviembre de 2013.
La tercera temporada (Libro 3: Cambio) comenzó a transmitirse en Nickelodeon en los Estados Unidos el 27 de junio de 2014, también los viernes por la noche, dos episodios a la vez. . La transmisión se anunció con una semana de anticipación luego de que se filtraran en Internet varios episodios de la nueva temporada. Después de que los primeros siete episodios se transmitieran con bajos índices de audiencia, Nickelodeon eliminó los últimos cinco episodios de su calendario de transmisión. El resto de los episodios se distribuyó en línea a través de Amazon Video, Google Play, Xbox Video y Hulu, así como el sitio y las aplicaciones de Nickelodeon. The Escapist comparó La leyenda de Korra con Firefly como "una serie de género con seguidores leales creados a partir de trabajos anteriores de los creadores que se retira del aire después de que la cadena no la publicita adecuadamente ni transmite los episodios de manera lógica." El creador de la serie, Michael DiMartino, dijo que el paso de la serie a la distribución en línea reflejaba un "cambio radical" en la industria: si bien "Korra" no encajaba bien con el resto de la programación de Nickelodeon, a la serie le fue extremadamente bien en línea, con el final de la temporada 2 fue el evento en línea más grande de Nickelodeon.
La cuarta temporada (Libro 4: Balance) comenzó a distribuirse en los Estados Unidos el 3 de octubre de 2014, a través de Nick.com, Amazon Prime Video, iTunes y Hulu.  A partir de noviembre El 28 de noviembre de 2014, con el episodio 9, la cuarta temporada se estrenó oficialmente en televisión los viernes en Nicktoons.

#### En todo el mundo
La Leyenda de Korra se transmite subtitulada o doblada en los canales de Nickelodeon fuera de los Estados Unidos.
En Alemania, la primera y segunda temporada fueron transmitidas en alemán por Nickelodeon Alemania. La tercera y cuarta temporada se transmiten en 2015 en el canal de televisión de pago Nicktoons. En Francia, sólo se ha emitido la primera temporada en Nickelodeon France y J-One. En 2015 se lanzó un proyecto fandub para completar el doblaje francés.
En 2017, la Junta de Clasificación de Películas de Kenia prohibió La leyenda de Korra, junto con la serie de dibujos animados The Loud House, Hey Arnold! , Steven Universe, Clarence y Adventure Time, de ser transmitidos en Kenia. Según la Junta, la razón era que estas series estaban "glorificando el comportamiento homosexual".

### Streaming y medios domésticos
Desde el 14 de agosto de 2020, La Leyenda de Korra está disponible para transmisión en Netflix dentro y fuera de los Estados Unidos.
Todos los episodios de la serie también se han lanzado a través de servicios de descarga digital, formato DVD y Blu-ray. Los lanzamientos en DVD contienen características adicionales, como comentarios de audio de los creadores, el elenco y el equipo para algunos episodios, y los lanzamientos en Blu-ray contienen comentarios para episodios adicionales.
La siguiente tabla muestra las fechas de lanzamiento de la serie en DVD y Blu-ray:
| Temporada           | Temporada           | Episodios | Fecha de Lanzamiento    | Fecha de Lanzamiento    | Fecha de Lanzamiento    |
| Temporada           | Temporada           | Episodios | Region 1                | Region 2                | Region 4                |
| ------------------- | ------------------- | --------- | ----------------------- | ----------------------- | ----------------------- |
| 1                   | Air                 | 12        | 9 de julio de 2013      | 28 de octubre de 2013   | 4 de septiembre de 2013 |
| 2                   | Spirits             | 14        | 1 de julio de 2014      | 20 de octubre de 2014   | 20 de agosto de 2014    |
| 3                   | Change              | 13        | 2 de diciembre de 2014  | 27 de abril de 2015     | 27 de diciembre de 2014 |
| 4                   | Balance             | 13        | 10 de marzo de 2015     | 16 de noviembre de 2015 | 5 de agosto de 2015     |
| The Complete Series | The Complete Series | 52        | 13 de diciembre de 2016 | 15 de febrero de 2017   | 3 de diciembre de 2017  |

## Doblaje
Para el doblaje de la serie en Latinoamérica, Nickelodeon lo realizó en Chile en los estudios DINT. Se estrenó el 8 de septiembre del 2012 en Latinoamérica.
El doblaje para España se realizó en el estudio 103 - TODD AO y fue dirigido por Joaquín Gómez. La traducción corrió a cargo de Gloria Drudis.
En las traducciones al español, como es costumbre, podemos encontrar diferencias entre la traducción americana y la española, en la terminología específica de la historia. Algunos ejemplos son: maestro aire = maestro del aire, pro-control = pro-dominio, aire control = control del aire.

### Doblaje en Latinoamérica
| Reparto de voces en español de Chile                                   | Reparto de voces en español de Chile |
| ---------------------------------------------------------------------- | ------------------------------------ |
| Josefina Becerra                                                       | Korra                                |
| Rodrigo Saavedra                                                       | Bolin                                |
| Oscar Olivares                                                         | Mako                                 |
| Darwin Le Roy                                                          | Tarrlok                              |
| Vanesa Andrade (1ª-2ª temporada) Carolina Villanueva (3ª-4ª temporada) | Asami Sato                           |
| Nelson Medina                                                          | Tenzin                               |
| Marcela Solervincens                                                   | Lin Beifong                          |
| Rubén González                                                         | Amon                                 |
| Camila Paris                                                           | Pema                                 |
| Carolina Labbé                                                         | Kya                                  |

### Doblaje en España
| Reparto de voces en español de España | Reparto de voces en español de España |
| ------------------------------------- | ------------------------------------- |
| García Guevara, Marina                | Korra                                 |
| Torrents Manresa, Marc                | Bolin                                 |
| Albiac, Dani                          | Mako                                  |
| Redondo, Óscar                        | Tarrlok                               |
| Callvel, Carmen                       | Asami Sato                            |
| Soler, Juan Antonio                   | General Iroh (1x12)                   |
| Soler, Juan Antonio                   | Noatak (1x12)                         |
| Gómez, Joaquín                        | Tenzin                                |
| Manresa Teresa                        | Lin Beifong                           |
| Redondo, Óscar                        | Amon                                  |
| Jiménez Ariadna                       | Pema                                  |

## Premios y nominaciones
La leyenda de Korra recibió dos nominaciones a los premios Annie 2012. Bryan Konietzko, Joaquim Dos Santos, Ryu Ki-Hyun, Kim Kwang Il y Kim Jin Sun fueron nominados en la categoría de Mejor Diseño de personajes en una producción animada de televisión, y los dos primeros episodios fueron nominados en la categoría de Mejor película de animación de televisión de producción de niños. la serie también fue nominada para el "Programa excepcional de los Niños" premios NAACP Image Awards 2012, que "celebra los logros de la gente de color".
La serie ha ganado los "IGN Popular Choice Award" y el "Best Animated Series TV" premio en 2012. En TV.com, La leyenda de korra obtuvo el segundo lugar a la "Mejor Serie Animada" de 2012, solo detrás de My Little Pony: Friendship is Magic.
La serie ha logrado tres nominaciones en los Premios Emmy Daytime del cual consiguió ganar una categoría.
| Año  | Premio                              | Categoría | Nominado                                                                               | Resultado |
| ---- | ----------------------------------- | --- | -------------------------------------------------------------------------------------- | --------- |
| 2012 | Annie Awards                        | Mejor producción en una serie animada para niños                                                                                        | La leyenda de Korra                                                                    | Nominado  |
| 2012 | Annie Awards                        | Mejor diseño de personajes en una producción animada de la televisión.                                                                  | Bryan Konietzko, Joaquim Dos Santos, Ryu Ki-Hyun, Kim Il Kwang and Kim Jin Sun         | Nominado  |
| 2012 | 2nd Annual BTVA Voice Acting Awards | Mejor conjunto vocal en una nueva serie de televisión.                                                                                  | La leyenda de Korra                                                                    | Ganador   |
| 2012 | 2nd Annual BTVA Voice Acting Awards | Premio BTVA elegido por la gente para el mejor conjunto vocal en una nueva serie de televisión.                                         | La leyenda de Korra                                                                    | Ganador   |
| 2012 | 2nd Annual BTVA Voice Acting Awards | Mejor actuación vocal protagonista femenina en una serie de televisión - Acción/Drama                                                   | Janet Varney (Korra)                                                                   | Ganador   |
| 2012 | 2nd Annual BTVA Voice Acting Awards | Mejor actuación vocal femenina en una serie de televisión en un papel invitado                                                          | Eva Marie Saint (Katara)                                                               | Ganador   |
| 2012 | 2nd Annual BTVA Voice Acting Awards | Mejor actuación vocal masculina en una serie de televisión - Acción/Drama                                                               | JK Simmons (Tenzin)                                                                    | Nominado  |
| 2012 | 2nd Annual BTVA Voice Acting Awards | Mejor actuación vocal masculina en una serie de televisión en un papel limitado - Acción/Drama                                          | Steve Blum (Amon) Dee Bradley Baker (Tarrlok)                                          | Nominado  |
| 2012 | 2nd Annual BTVA Voice Acting Awards | Premio BTVA elegido por la gente para la Mejor actuación vocal masculina en una serie de televisión en un papel limitado - Acción/Drama | Steve Blum (Amon)                                                                      | Ganador   |
| 2012 | 2nd Annual BTVA Voice Acting Awards | Mejor actuación vocal femenina en una serie de televisión en un papel limitado - Acción/Drama                                           | Mindy Sterling (Lin Beifong)                                                           | Nominado  |
| 2012 | IGN's Best of 2012 Awards           | Mejor serie de tv | La leyenda de Korra                                                                    | Nominado  |
| 2012 | IGN's Best of 2012 Awards           | Mejor serie animada de tv | La leyenda de Korra                                                                    | Ganador   |
| 2012 | IGN's Best of 2012 Awards           | Premio IGN elegido por la gente para Mejor serie animada de Tv                                                                          | La leyenda de Korra                                                                    | Ganador   |
| 2012 | IGN's Best of 2012 Awards           | Mejor Héroe (Heroína) para Tv | Janet Varney (korra)                                                                   | Nominado  |
| 2013 | 40th Daytime Emmy Awards            | Programa excepcional animado o especial                                                                                                 | Joaquim Dos Santos, Tim Yoon, Ki Hyun Ryu, Michael Dante DiMartino and Bryan Konietzko | Nominado  |
| 2013 | 40th Daytime Emmy Awards            | Dirección excepcional en un programa animado.                                                                                           | Joaquim Dos Santos, Ki-Hyun Ryu, Andrea Romano                                         | Nominado  |
| 2013 | 40th Daytime Emmy Awards            | Casting excepcional para una serie animada o especiales                                                                                 | Shannon Reed, Sarah Noonan, Gene Vassilaros                                            | Ganador   |
| 2013 | NAACP Image Awards                  | Programa excepcional para niños | La leyenda de Korra                                                                    | Nominado  |
| 2013 | 34th Young Artist Awards            | Mejor Actuación en un papel de voz (televisión) - Actriz joven                                                                          | Kiernan Shipka (Jinora)                                                                | Nominado  |
| 2014 | Annie Awards                        | Mejor serie animada para televisión / Broadcast Producción de Audiencia para la Infancia                                                | La leyenda de Korra                                                                    | Nominada  |
| 2014 | Annie Awards                        | Logro excepcional, Dirección en una serie animada para televisión / Broadcast producción                                                | Colin Heck                                                                             | Nominada  |
| 2014 | Annie Awards                        | Logro excepcional, Diseño de Producción en una serie animada para televisión / Broadcast producción                                     | Angela Sung, William Niu, Christine Bian, Emily Tetri, Frederic Stewart                | Ganadora  |

## Spin-offs

### Series web
En 2013, antes del estreno de Book Two: Spirits, Nickelodeon lanzó tres videos cortos animados en línea titulados Republic City Hustle que cubren parte de las vidas de Mako y Bolin como buscavidas callejeros antes de los eventos de la primera temporada.  Están escritas por Tim Hedrick, uno de los guionistas de Libro dos: Espíritus, y diseñadas por Evon Freeman.

### Película
En agosto de 2012, Variety informó de que Paramount Animation, compañía hermana de Nickelodeon, estaba iniciando el desarrollo de varias películas de animación, con presupuestos de unos 100 millones de dólares. Según Variety, una posible candidata para una de las películas era La leyenda de Korra. El creador de la serie, Bryan Konietzko, escribió más tarde en su blog que dicha película no estaba en desarrollo. En julio de 2013, afirmó que DiMartino y él estaban demasiado ocupados trabajando en varias temporadas de la serie de televisión en paralelo como para plantearse desarrollar una adaptación cinematográfica en ese momento. Una película centrada en Korra y otras dos relacionadas con Avatar fueron anunciadas por Paramount y Avatar Studios en junio de 2022.